# USS Randolph (CV-15)
USS Randolph (CV/CVA/CVS-15) là một trong số 24 chiếc tàu sân bay thuộc lớp Essex được chế tạo cho Hải quân Hoa Kỳ trong Thế Chiến II. Là chiếc tàu chiến thứ hai của Hải quân Mỹ được đặt cái tên này, vốn được đặt theo tên của Peyton Randolph, Chủ tịch của Quốc hội Lục địa thứ nhất, Randolph được đưa vào hoạt động tháng 10 năm 1944, và đã hoạt động trong nhiều chiến dịch tại Mặt trận Thái Bình Dương, được tặng thưởng ba Ngôi sao Chiến trận. Được cho ngừng hoạt động không lâu sau khi chiến tranh kết thúc, vào đầu những năm 1950, nó được cho hiện đại hóa và đưa vào hoạt động trở lại như một tàu sân bay tấn công CVA, và sau cùng là một tàu sân bay chống tàu ngầm CVS. Trong lượt hoạt động thứ hai này, nó hoạt động chủ yếu tại Đại Tây Dương, Địa Trung Hải và vùng biển Caribbe. Vào đầu những năm 1960, nó đã phục vụ như tàu thu hồi cho hai chuyến bay vào vũ trụ của Chương trình Mercury, kể cả chuyến bay vào quỹ đạo Trái Đất đầu tiên của nhà du hành John Glenn.
Nó được cho ngừng hoạt động vào năm 1969 và được bán để tháo dỡ vào năm 1975.

## Thiết kế và chế tạo
Randolph là một tàu sân bay dạng thân dài thuộc phân lớp Ticonderoga trong lớp Essex. Nó được đặt lườn vào ngày 10 tháng 5 năm 1943 tại xưởng tàu Newport News Shipbuilding ở Newport News, Virginia; được hạ thủy vào ngày 28 tháng 6 năm 1944, được đỡ đầu bởi bà Rose Gillette, phu nhân của Nghị sĩ bang Iowa Guy M. Gillette. Randolph được cho nhập biên chế vào ngày 9 tháng 10 năm 1944 dưới quyền chỉ huy của hạm trưởng, Đại tá Hải quân Felix Locke Baker.

## Lịch sử hoạt động

### Thế Chiến II
Sau chuyến đi chạy thử máy ngoài khơi vùng biển Trinidad, Randolph lên đường hướng về kênh đào Panama rồi đi sang Thái Bình Dương. Vào ngày 31 tháng 12 năm 1944, nó đi đến San Francisco nơi Liên đội Không quân 87 được tách ra, thay thế bởi Liên đội Không quân 12 được nhận lên tàu để hoạt động trong bốn tháng.
Ngày 20 tháng 1 năm 1945, Randolph rời San Francisco hướng đến Ulithi, nơi nó lại khởi hành ngày 10 tháng 2 cùng Lực lượng Đặc nhiệm 58. Nó tung ra các cuộc không kích vào các ngày 16 và 17 tháng 2 vào các sân bay tại Tokyo và nhà máy chế tạo động cơ Tachikawa. Ngày hôm sau, nó thực hiện cuộc không kích vào đảo Chichi Jima. Ngày 20 tháng 2, chiếc tàu sân bay thực hiện ba đợt càn quét hỗ trợ cho lực lượng mặt đất đang tấn công Iwo Jima và hai đợt khác nhắm vào Haha Jima. Trong bốn ngày tiếp theo sau, có thêm các đợt không kích khác nhắm vào Iwo Jima trong khi các phi vụ tuần tra chiến đấu trên không (CAP) được thực hiện hầu như liên tục. Randolph còn thực hiện ba đợt tấn công các sân bay tại khu vực Tokyo và một đợt nhắm vào Hachijo Jima trong ngày 25 tháng 2 trước khi quay về Ulithi.
Nhổ neo rời Ulithi ngày 11 tháng 3, trong khi tham gia Chiến dịch Tan 2, một máy bay tấn công cảm tử kamikaze Yokosuka P1Y1 "Frances" đã đâm trúng Randolph bên mạn phải con tàu ngay phía sau bên dưới sàn đáp, làm thiệt mạng 27 người (kể cả bốn người mất tích và năm người được chuyển sang tàu bệnh viện Relief (AH-1) nhưng qua đời sau đó) và làm bị thương 105 người khác. Sau khi được sửa chữa tại Ulithi, Randolph lại gia nhập lực lượng hoạt động tại Okinawa vào ngày 7 tháng 4. Các phi vụ tuần tra chiến đấu trên không được thực hiện liên tục cho đến ngày 14 tháng 4, khi các đợt tấn công được tung ra nhắm vào Okinawa, Ie Shima và đảo Kakeroma. Ngày hôm sau, một nhiệm vụ hỗ trợ bao gồm máy bay tiêm kích, máy bay ném bom và máy bay ném ngư lôi được tung ra nhắm vào Okinawa đồng thời với các cuộc càn quét vào một sân bay ở phía Nam đảo Kyūshū. Chịu đựng các đợt không kích liên tục từ ngày 17 tháng 4, Randolph phải liên tục thực hiện các phi vụ tuần tra chiến đấu trên không và hỗ trợ mặt đất cho đến hết tháng đó.

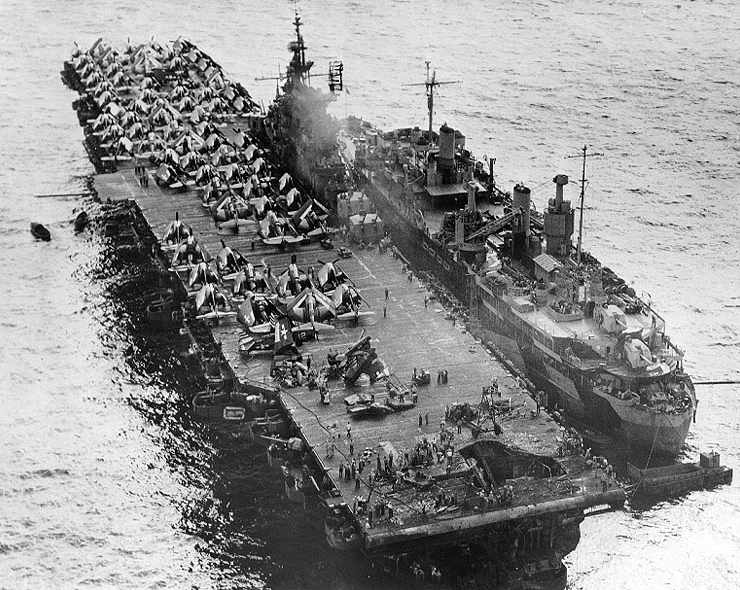
Randolph neo đậu cùng một tàu sửa chữa tại đảo san hô Ulithi trong quần đảo Caroline ngày 13 tháng 3 năm 1945, cho thấy những hư hỏng ở sàn đáp phía sau do một cuộc tấn công kamikaze vào ngày 11 tháng 3. Ảnh chụp từ một thủy phi cơ của tàu tuần dương.

Trong tháng 5, máy bay xuất phát từ các tàu sân bay đã tấn công dồn dập vào miền Nam Nhật Bản, quần đảo Ryukyu, căn cứ hải quân và sân bay trên đảo Kikai-Amami và các sân bay ở Kyūshū. Trở thành soái hạm của Lực lượng Đặc nhiệm 58 vào ngày 15 tháng 5, Randolph tiếp tục hỗ trợ cuộc tấn công chiếm đóng Okinawa cho đến ngày 29 tháng 5, khi nó rời chiến trường quay về Guam để đi đến Philippines.
Trong hoạt động tiếp theo sau như là một thành phần của Đệ Tam hạm đội nổi tiếng dưới quyền chỉ huy của Đô đốc William Halsey, Randolph thực hiện một loạt các cuộc không kích dọc theo các hòn đảo chính quốc Nhật Bản. Cùng với Liên đội Không quân 16 thay thế cho Liên đội Không quân 12, vào ngày 10 tháng 7, chiếc tàu chiến tung ra tám cuộc không kích vào các sân bay trong khu vực Tokyo, chủ yếu ở bán đảo phía Đông vịnh Tokyo. Vào ngày 14 tháng 7, máy bay của nó tấn công các sân bay và tàu bè quanh khu vực eo biển Tsugaru. Trong cuộc tấn công này, hai trong số các phà trung chuyển tàu hỏa quan trọng giữa hai đảo Honshū và Hokkaidō bị đánh chìm và ba chiếc khác bị hư hại. Các cuộc tấn công lên các hòn đảo chính quốc Nhật được tiếp tục trong vài ngày sau đó, và đến ngày 18 tháng 7, chiếc thiết giáp hạm Nhật Nagato đang ngụy trang neo đậu dọc theo bến tàu trong Căn cứ Hải quân Yokosuka bị ném bom.
Di chuyển về hướng Tây Nam, Randolph cùng các tàu sân bay khác ở ngoài khơi bờ biển Shikoku trong ngày 24 tháng 7 để tung ra một đợt càn quét các tàu bè trong vùnh biển nộ̣i địa Nhật Bản, trong đó chiếc tàu sân bay lai thiết giáp hạm Hyūga bị đánh hư hỏng nặng, cũng như các sân bay và các cơ sở công nghiệp ở Kyūshū, Honshū và Shikoku bị đánh phá nặng nề. Phi công của Randolph đã ước lượng trong thời gian từ ngày 10 đến ngày 25 tháng 7 là họ đã tiêu diệt được từ 25 đến 30 tàu bè đối phương với tải trọng cho đến 5.400 tấn và làm hư hỏng khoảng 35 đến 40 chiếc khác. Các đợt tấn công của Randolph được tiếp tục cho đến khi Nhật Bản chấp nhận đầu hàng vào buổi sáng ngày 15 tháng 8, lúc máy bay của nó đang tấn công sân bay Kisarazu cùng các cơ sở lân cận.

### Sau chiến tranh
Sau khi chiến tranh kết thúc, Randolph quay trở về nhà. Băng ngang qua kênh đào Panama vào cuối tháng 9, nó về đến Norfolk vào ngày 15 tháng 10, nơi chiếc tàu được trang bị để thực hiện các hoạt động "Magic Carpet" (chiếc thảm thần). Cho đến cuối năm, chiếc tàu sân bay thực hiện hai chuyến đi đến khu vực Địa Trung Hải để đưa các cựu quân nhân Mỹ quay trở về nhà. Sau đó, vào năm 1946, nó trở thành tàu huấn luyện cho quân nhân dự bị và học viên mới rồi thực hiện một chuyến đi đến Địa Trung Hải vào cuối năm đó. Sau một chuyến đi khác đến vùng biển Caribbe, nó nhận lên tàu các học viên sĩ quan vào đầu mùa Hè năm 1947 rồi thực hiện chuyến đi thực tập đến vùng biển Bắc Âu. Randolph được cho xuất biên chế để chuyển về lực lượng dự bị vào ngày 25 tháng 2 năm 1948, và neo đậu tại Philadelphia.

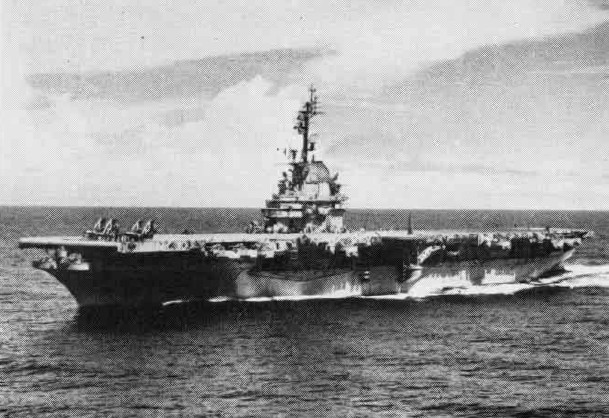
USS Randolph sau khi được cải biến hiện đại hóa SCB-27A.

Vào tháng 6 năm 1951, Randolph được cải biến theo chương trình hiện đại hóa SCB-27A tại Newport News. Để mang được các kiểu máy bay thế hệ mới, cấu trúc sàn đáp được gia cố. Nó được trang bị thang nâng chắc chắn hơn, máy phóng thủy lực mạnh hơn và một cơ cấu móc hãm hoàn toàn mới. Đảo cấu trúc thường tầng được chế tạo lại, các tháp súng phòng không được tháo bỏ, và các tấm thép được ghép thêm vào thân tàu. Được xếp lại lớp thành một tàu sân bay tấn công (CVA-15) vào ngày 1 tháng 10 năm 1952, Randolph được cho nhập biên chế trở lại vào ngày 1 tháng 7 năm 1953. Sau chuyến đi thử máy ngoài khơi vịnh Guantánamo, Cuba cùng Liên đội Không quân 10, nó nhận lên tàu Liên đội Không quân 14, rồi rời Norfolk lên đường sang Địa Trung Hải gia nhập Đệ Lục hạm đội vào ngày 3 tháng 2 năm 1954. Chiếc tàu sân bay hoạt động tại khu vực này trong sáu tháng, tham gia các cuộc tập trận cùng hạm đội và cùng với lực lượng Khối NATO trong giai đoạn 1954-1955. Randolph quay trở về xưởng hải quân Norfolk ngày 18 tháng 6 năm 1955 để được trang bị một sàn đáp chéo góc cùng các cải tiến khác trong chương trình hiện đại hóa SCB-125.
Rời xưởng tàu trong tháng 1 năm 1956, Randolph thực hiện các hoạt động thường xuyên ngoài khơi bờ Đông nước Mỹ trong sáu tháng tiếp theo, và là chiếc tàu sân bay đầu tiên của Hạm đội Đại Tây Dương phóng một tên lửa hành trình điều khiển Regulus từ sàn đáp.
Ngày 14 tháng 7 năm 1956, một lần nữa Randolph thực hiện chuyến đi đến phía Đông bắt đầu một đợt phục vụ kéo dài bảy tháng cùng Đệ Lục hạm đội. Khi xảy ra vụ Khủng hoảng kênh đào Suez do Israel, Anh và Pháp tấn công Cộng hòa Ả Rập Thống nhất (Ai Cập) vào tháng 10 năm đó, Randolph đã ở trong tư thế sẵn sàng. Hoạt động gần khu vực kênh đào Suez, máy bay của nó tuần tra trên không và trinh sát hỗ trợ cho việc di tản công dân Mỹ khỏi Alexandria. Nó quay về Mỹ ngày 19 tháng 2 năm 1957.
Sau một vài tháng hoạt động ngoài khơi bờ Đông nước Mỹ, Randolph lại được bố trí đến Địa Trung Hải vào ngày 1 tháng 7 năm 1957. Giữa tháng 8 và tháng 12 năm đó, khi mà sự xáo trộn chính trị tại Syria đe dọa đến tình hình tại Trung Đông vốn đang đầy mâu thuẫn, chiệc tàu sân bay thực hiện việc tuần tra trong khu vực Đông Địa Trung Hải. Quay trở về Hoa Kỳ ngày 24 tháng 2 năm 1958, chiếc tàu chiến lại thực hiện đợt hoạt động thứ 5 ở Địa Trung Hải từ ngày 2 tháng 9 năm 1958 đến ngày 12 tháng 3 năm 1959.

### Chiến tranh chống tàu ngầm
Randolph được xếp lại lớp CVS-15 vào ngày 31 tháng 3 năm 1959, và thực hiện các hoạt động chống tàu ngầm ngoài khơi bờ Đông nước Mỹ trong suốt hai năm tiếp theo sau. Từ tháng 10 năm 1960 đến tháng 3 năm 1961, Randolph trải qua đợt nâng cấp SCB-144 như một phần của chương trình Hồi sinh và Hiện đại hóa Hạm đội (FRAM: Fleet Rehabilitation and Modernization). Nó được trang bị kiểu sonar mới SQS-23 trước mũi cùng các màn hình cải tiến được trang bị cho Trung tâm Thông tin Hành quân.
Vào tháng 4 năm 1961, Randolph hoạt động tại vùng biển Caribbe và phục vụ như là tàu thu hồi cho chuyến bay của nhà du hành vũ trụ Virgil Grissom, một chuyến bay dưới quỹ đạo có người lái thứ hai của Hoa Kỳ. Sang tháng 2 năm 1962, Randolph lại trở thành tàu thu hồi chủ yếu cho Freedom 7, chuyến bay đầu tiên của Hoa Kỳ vào quỹ đạo cùng với nhà du hành John Glenn. Sau chuyến bay lịch sử ba vòng quanh trái đất, ông đã hạ cánh an toàn gần tàu khu trục Noa (DD-841), rồi sau đó được chuyển bằng máy bay lên thẳng đến Randolph.
Vào mùa Hè năm 1962, Randolph một lần nữa được bố trí đến khu vực Địa Trung Hải. Được điều quay trở về khu vực Tây Đại Tây Dương sau khi xảy ra cuộc khủng hoảng tên lửa tại Cuba, nó hoạt động tại vùng biển Caribbe từ cuối tháng 10 đến tháng 11 năm đó. Chiến tranh toàn diện đã suýt xảy ra vào ngày 27 tháng 10, khi Randolph cùng một nhóm mười một tàu khu trục Hải quân Mỹ đã bao vây tàu ngầm Xô Viết B-59 thuộc lớp Foxtrot có trang bị vũ khí hạt nhân gần Cuba và bắt đầu thả mìn sâu loại thực tập, với chủ định buộc chiếc tàu ngầm phải nổi lên mặt nước để nhận diện. Hạm trưởng chiếc tàu ngầm, Valentin Grigorievitch Savitsky, tin là chiến tranh đã bắt đầu, đã ra lệnh chuẩn bị phóng trả đũa một ngư lôi trang bị đầu đạn hạt nhân, tuy nhiên hạm phó Vasili Alexandrovich Arkhipov đã thuyết phục hạm trưởng cho nổi con tàu lên mặt nước để chờ đợi chỉ thị của Moskva.
Sau một đợt đại tu tại Norfolk, Randolph tiếp tục các hoạt động tại Đại Tây Dương. Trong vòng năm năm tiếp theo sau, nó thực hiện thêm hai chuyến đi đến Địa Trung Hải và một chuyến đến Bắc Âu, trong khi trải qua phần lớn thời gian hoạt động ngoài khơi bờ Đông và vùng biển Caribbe.

## Kết thúc
Vào ngày 7 tháng 8 năm 1968, Bộ Quốc phòng thông báo sẽ cho ngừng hoạt động Randolph cùng 49 tàu chiến khác nhằm cắt giảm chi tiêu ngân sách của năm tài chính 1969. Chiếc tàu sân bay được cho xuất biên chế vào ngày 13 tháng 2 năm 1969 tại xưởng hải quân Boston và được đưa về hạm đội dự bị tại xưởng hải quân Philadelphia. Randolph được rút khỏi danh sách Đăng bạ Hải quân ngày 1 tháng 6 năm 1973. Đến tháng 5 năm 1975, nó được bán cho hãng Union Minerals & Alloys để tháo dỡ với giá 1.560.000 Đô la Mỹ. Randolph được kéo đến Kearny, New Jersey, và được tháo dỡ tại đây.

## Phần thưởng
Randolph được tưởng thưởng ba Ngôi sao Chiến trận do thành tích hoạt động trong Thế chiến II.
|  |                                         |             |
|  | Bronze star · Bronze star · Bronze star |             |
|  | Bronze star                             | Bronze star |

| Huân chương Viễn chinh Hải quân         |                                                                         |                                                                     |
| Huân chương Chiến dịch Hoa Kỳ           | Huân chương Chiến dịch Châu Á-Thái Bình Dương với 3 Ngôi sao Chiến trận | Huân chương Chiến thắng Thế Chiến II                                |
| Huân chương Phục vụ Chiếm đóng Hải quân | Huân chương Phục vụ Phòng vệ Quốc gia với 1 Ngôi sao Chiến trận         | Huân chương Viễn chinh Lực lượng Vũ trang với 1 Ngôi sao Chiến trận |